# Удобное (Приморский край)
Удо́бное — село в Ханкайском районе Приморского края России. Входит в состав Камень-Рыболовского сельского поселения.

## История
На месте села находилась машинно-сенокосная станция с центральной усадьбой в селе Астраханка, которая занималась заготовкой сена для нужд армии. В 1949 году было решено реорганизовать станцию в военный совхоз, в котором бы занимались не только заготовкой сена, но и выращивали картофель и овощи. На месте расположения села были земли госфонда, которые решили освоить. С этой целью в село прибыли военные, которые построили казарму, 4 овощехранилища, а в 1950 году начали строительство жилья. В настоящее время — это 1-е отделение федерального унитарного сельскохозяйственного предприятия «Троицкое».

## Население
| 2002 | 2005 | 2010 |
| ---- | ---- | ---- |
| 51   | ↗52  | ↘23  |

## Улицы
В селе имеется одна улица — Лазо.